# إقليم بيومبو
إقليم بيومبو (بالبرتغالية: Biombo) هو إقليم في غينيا بيساو، يقع في North, Guinea-Bissau ‏، بلغ عدد سكانه 93,039 نسمة وذلك حسب إحصائيات سنة 2009، عاصمته كوينيهامل، تبلغ مساحته 838.8 كيلومتر مربع.

## الموقع

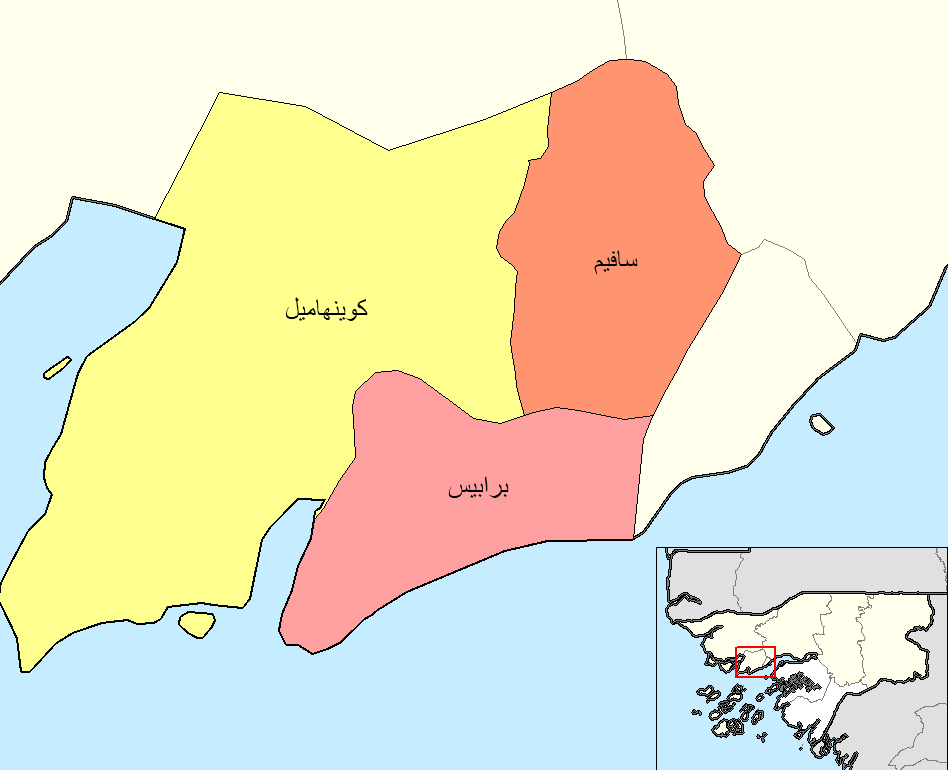
خريطة قطاعات إقليم بيومبو في غينيا بيساو.

يشترك في الحدود مع:
- إقليم كاشيو
- إقليم أويو
- بيساو.

## أعلام
- أنسوماني ماني
- بوكوندجي كا